# PINCH 〜Love Me Deeper〜
「PINCH 〜Love Me Deeper〜」（ピンチ・ラブ・ミー・ディーパー）は、知念里奈3作目のシングル。1997年9月18日にソニー・ミュージックレコーズから発売。

## 解説
「PINCH 〜Love Me Deeper〜」はサンクス（現・ファミリーマート）「サンクス2000店記念キャンペーン」CMソングおよびテレビ東京系アニメ『こどものおもちゃ』エンディングテーマ。
カップリング曲「PRIDE + JOY」は、アメリカの女性歌手マイリーンが「MY PRIDE AND JOY」のタイトルでカバー（1999年1月27日発売の1stアルバム『MYLIN』に収録）。
本作と次作『Break out Emotion』には、カップリング曲のバッキング・トラックも収録。
初回限定盤のみ透明トレイ仕様、ピンナップ歌詞カード入り。

## 収録曲
全編曲：松井寛
1. PINCH 〜Love Me Deeper〜 [4:58]
  - 作詞：朝水彼方　作曲：Joey Carbone, Mike Egizi
2. PRIDE + JOY [4:01]
  - 作詞：及川眠子　作曲：Joey Carbone, Jeff Carruthers
3. PINCH 〜Love Me Deeper〜 (Backing Track)
4. PRIDE + JOY (Backing Track)

## 収録アルバム

### PINCH 〜Love Me Deeper〜
- サウンドトラック『こどものおもちゃ サウンドトラック Vol.3』（1998年1月21日）
- オムニバス『ビーチサイドのラブ･ストーリー 〜'98 summer〜』（1998年5月21日）
- オリジナル『Growing』（1998年6月10日）
- ベスト『Passage 〜Best Collection〜』（2000年3月23日）
- ベスト『Rina Chinen 20th Anniversary 〜Singles & My Favorites〜』（2017年2月8日）

### PRIDE + JOY
- オリジナル『Growing』（1998年6月10日）※High Potential Mix
- ベスト『Rina Chinen 20th Anniversary 〜Singles & My Favorites〜』（2017年2月8日）